# Пресока
Пресока е село в Южна България. То се намира в община Златоград, област Смолян.

## География
Село Пресока се намира в планински район.

## История
Село Пресока е образувано през септември 1983 година от населените местности (махали) Пресока (числяща се дотогава към Старцево) и Читакови колиби (до този момент част от Златоград). В края на 1985 година Пресока наброява 179 жители.